# Hjallerup

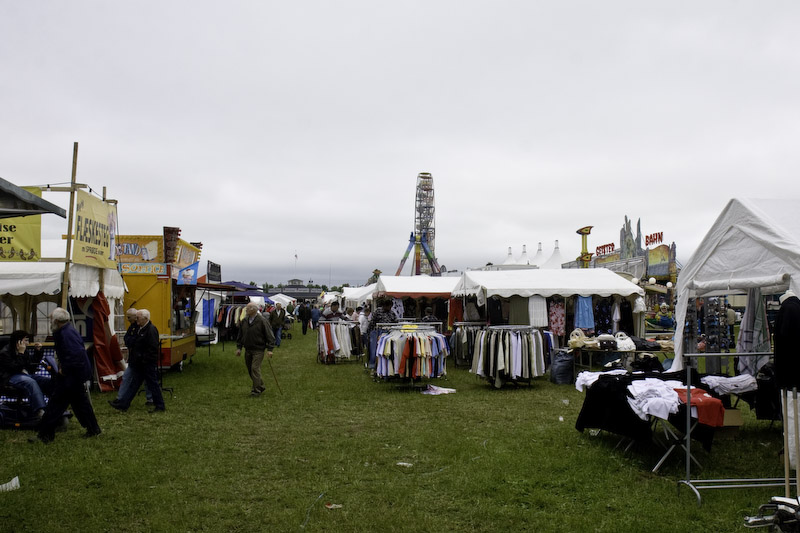
Hjallerups marknad 2007.

Hjallerup är en tätort i Brønderslevs kommun i Region Nordjylland i Danmark. Tätorten har 4 387 invånare (2024). Den ligger på ön Vendsyssel-Thy, cirka 16,5 kilometer sydost om Brønderslev. Det är en handelsort med en stor årlig hästmarknad, som också är en mötesplats för gycklare och vagabonder.